# Antonio Levy

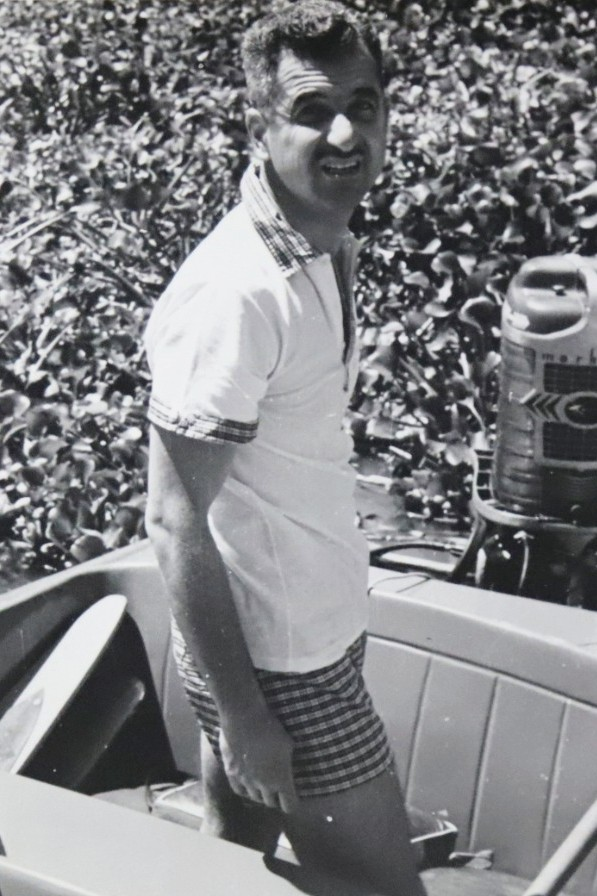
Levy Villegas wenige Tage vor seinem Tod am Lago de Chapala.

Antonio Levy Villegas (* 1919 oder 1920; † 26. März 1959 im Chapalasee, Jalisco) war ein mexikanischer Unternehmer und Sportfunktionär. Von 1954 bis 1956 war er Vereinspräsident des Club Deportivo Guadalajara.

## Leben
Antonio Levy war bereits als Jugendlicher ein begeisterter Tennisspieler bei seinem Heimatverein Club Deportivo Guadalajara, den er etwas mehr als 20 Jahre später als Präsident in eine neue Ära führte.
Im Jahr 1955 verpflichtete Levy den uruguayischen Fußballtrainer Donaldo Ross, der mit dem Verein in der Saison 1956/57 den ersten Meistertitel der Vereinsgeschichte gewann und die Época del Campeonísimo einleitete, in der Guadalajara bis 1965 sieben Mal die mexikanische Fußballmeisterschaft gewann. 
Außerdem startete Levy 1956 mit den Vereinspräsidenten der Stadtrivalen, Alberto Albo vom Club Atlas und Antonio Plata vom Club Deportivo Oro, das gemeinschaftliche Projekt zur Errichtung des zukunftsträchtigen Estadio Jalisco.
Levy starb im Alter von 39 Jahren während eines Bootsunglücks mit seiner Familie auf dem Chapalasee, etwa 50 Meter von seinem Wohnsitz entfernt.